# Liên đoàn quần vợt Pháp
Liên đoàn quần vợt Pháp (FFT) (tiếng Pháp: Fédération Française de Tennis) là cơ quan quản lý của quần vợt ở Pháp. Nó được thành lập vào năm 1920, và được giao nhiệm vụ tổ chức, phối hợp và quảng bá môn thể thao. Nó được công nhận bởi Liên đoàn quần vợt quốc tế Và bởi Bộ trưởng bộ Thể thao Pháp. Trụ sở chính đặt tại sân vận động Roland Garros. Nó được thành lập dưới tên là Fédération Française de Lawn Tennis cho đến khi chuyển thành Fédération Française de Tennis vào năm 1976. Vai trò của FFT bao gồm việc tổ chức các giải đấu quần vợt tại Pháp, đáng chú ý nhất là Pháp Mở rộng, hỗ trợ và điều phối các câu lạc bộ quần vợt và quản lý các đội quần vợt Pháp, bao gồm cả đội Davis Cup và đội Fed Cup.